# Comuna Vîrî, Bilopillea
Vîrî (în ucraineană Вири) este o comună în raionul Bilopillea, regiunea Sumî, Ucraina, formată din satele Barîlo, Bilanî, Holovaci, Kravcenkove și Vîrî (reședința).

## Demografie
Componența lingvistică a comunei Vîrî
     Ucraineană (96,53%)
     Rusă (3,1%)
     Alte limbi (0,37%)
Conform recensământului din 2001, majoritatea populației comunei Vîrî era vorbitoare de ucraineană (96,53%), existând în minoritate și vorbitori de rusă (3,1%).